# Jaroslav Rudnyckyj
 (mars 2012).
Si vous disposez d'ouvrages ou d'articles de référence ou si vous connaissez des sites web de qualité traitant du thème abordé ici, merci de compléter l'article en donnant les références utiles à sa vérifiabilité et en les liant à la section « Notes et références ».
Jaroslav Bohdan Rudnyckyj, OC, né le 18 novembre 1910 à Przemyśl et mort le 19 octobre 1995 à Winnipeg, est un linguiste et lexicographe ukraino-canadien spécialisé en étymologie et en onomastique, qui a aussi été folkloriste, bibliographe, rédacteur de relation de voyage et publicitaire. Il a été un pionnier des études slaves au Canada. Il est considéré comme l'un des pères du multiculturalisme canadien.